# آیکورن
آیکورن (به انگلیسی: icorn) سازمانی غیردولتی می‌باشد که در زمینه حمایت از حقوق بشر فعالیت می‌کند. هدف‌گذاری این بنیاد غیردولتی اینست که بتواند با پژوهش و فعالیت از پایمال شدن حقوق هنرمندان ، نویسندگان و روزنامه نگاران جلوگیری کرده و در نهایت خواستار برقراری عدالت در مورد افرادی که حقوق ایشان به هر نحوی پایمال گردیده می‌باشد و افراد پذیرفته شده را به شهری امن منتقل می کند، 
شبکه بین‌المللی پناهندگان آیکورن یک سازمان مستقل از شهرها و مناطقی است که پناهندگان را برای نویسندگان و هنرمندان در معرض خطر ، پیشبرد آزادی بیان ، دفاع از ارزش های دموکراتیک و ترویج همبستگی بین‌المللی پناه می دهد.